# Sara Palacios
Sara María Palacios Rodríguez (Quito, 26 de febrero de 1986) es una deportista ecuatoriana, también conocida como "Sara de Mar", fue la primera mujer Ecuatoriana en cruzar el Canal de la Mancha nadando.

## Biografía
Se inscribió junto su madre a clases de natación en la Unión Nacional de Periodistas (UNP). En ese tiempo, Sara tenía 6 años de edad. Tiempo después, participó en diversas competencias junto al Club de Natación “El Batán” y su hermano mayor. Desde los 8 años ingresó al Club Batán de Natación de la ciudad de Quito, donde desarrolló casi toda su carrera deportiva.

## Trayectoria
Su primera competencia la realizó cuando tenía 10 años en la ciudad de Guayaquil. El 11 de julio de 2018 participó en la competencia Canal de la Mancha durante 12 horas y 58 minutos que duró la travesía. En el mismo año cruzó el Canal de Catalina en los Estados Unidos con un tiempo de 12 horas y 40 minutos, ganando en la competición.
En agosto de 2019 participó en el Maratón de Manhattan travesía de 46 kilómetros dando una vuelta a la isla.
Sus logros a nivel de América Latina son varios y entre uno de los que más destaca fue la travesía en el lago Titicaca de 7.5 km, “Voy porque es una competencia en aguas frías.” fue lo que dijo Sara previo a la participación en este evento.

## Premios y reconocimientos
Durante su formación, Sara María Palacios Rodrígez fue seleccionada de la provincia de Pichincha en numerosas ocasiones. Participó en interprovinciales por categorías, así como Juegos Nacionales del deporte de natación. Posteriormente, la ecuatoriana representó al Ecuador en el Sudamericano de Aguas Abiertas Joao Pessoa en el año 2003. Compitiendo con demás competidores ecuatorianos como: Gabriela Recarde en la categoría femenina, y en la categoría masculina, Andrés Rondoy y Santiago Heredia.
Logró un hito histórico en su carrera deportiva al completar la Maratón de Manhattan, en Estados Unidos. En el cual obtuvo el título de la Triple Corona de aguas abiertas, el cual es un reconocimiento que otorga la Asociación Mundial de Aguas Abiertas, WOWSA por sus siglas en inglés (World Open Water Swimming Association).
Como uno de sus mayores logros, fue realizar la prueba de natación llamada Everest de las aguas abiertas. Donde dicha carrera empezó el día 11 de julio de 2018, a las once de la noche. El cual, mismo canal es conocido por ser uno de los más transitados del mundo, por lo que durante su carrera, la nadadora encontró diversos obstáculos como buques, barcos y seres acuáticos como medusas.
La quiteña a su edad adulta, enfocó gran parte de su ámbito profesional uno de los mayores retos de su vida, el cual fue nadar en las aguas abiertas del Canal de la Mancha, el cual se encuentra ubicado entre las costas de los países europeos de Inglaterra y Francia. En donde a sus 32 años, Sara Palacios tuvo como primer logro mundial deportivo, en lograr el desafió de cruzar el canal, superando al nadador Galo Yépez en 1997.